# 우라슈쿠역
우라슈쿠역(일본어: 浦宿駅)은 일본 미야기현 오시카군 오나가와정에 위치한 동일본 여객철도 이시노마키 선의 철도역이며, 단선 승강장 1면 1선의 구조를 갖춘 지상역이다.

## 역 주변
- 국도 제398호선

## 역사
- 1956년 2월 12일 : 일본국유철도의 역으로서 개업.
- 1987년 4월 1일 : 일본국유철도 분할 민영화에 의해, 동일본 여객철도가 승계.
- 2011년 3월 11일 : 도호쿠 지방 태평양 해역 지진과 그에 의한 대형 쓰나미로 인해 전 노선 영업 중단.
- 2013년 3월 16일 : 와타노하 - 당 역간 복구로 인해 영업 재개.
- 2015년 3월 21일 : 당 역 - 오나가와 간 복구.
- 2016년 8월 6일 : 센세키 도호쿠 라인의 일부 열차가 직통 운행을 개시해, 정차역이 됨.

## 인접 역
| 이시노마키 선      | 이시노마키 선                               | 이시노마키 선          |
| ------------------ | ------------------------------------------- | ---------------------- |
| 사와다 고고타 방면 | ■ 이시노마키 선 (■ 센세키 도호쿠 라인 포함) | 오나가와 오나가와 방면 |